# Patrice Lumumba (Luanda)
Patrice Lumuba é um bairro angolano que pertencente ao município de Ingombota, na província de Luanda.